# 토마토시스템
토마토시스템(Tomato System Co., Ltd.)는 대한민국의 사용자환경(UI)·사용자경험(UX) 개발 솔루션 기업이다. 본사는 서울시 강남구 논현동 207-3 장뻘빌딩 5,6,8층에 위치해 있다. 대표이사는 이상돈이다.

## 제품
- 구독형 AI 챗봇 서비스[1]

## 상장
상장 예정 주식 수의 2.95%를 보유한 교보증권을 상장 주관사로 공모가 1만 8200원에 2023년 4월 27일 코넥스에서 코스닥으로 이전 상장하였다 시초가는 공모가 보다 100원 내린 1만 8100원에서 형성됐다
2023년 5월에는 20억원 규모의 자기주식 취득 신탁 계약을 하였으며 6월에는 200% 무상증자를 하였다

## 해외법인
- 사이버엠디케어(CyberMDCare)[5]

## 같이 보기
- 웹케시
- 플래티어
- 이노룰스

## 참고문헌
1. ↑  이호준, 토마토시스템, 소규모 사업자 위한 구독형 AI 챗봇 서비스 'AIQ&A' 출시, 전자신문, 2024-05-14
2. ↑  김남균, ‘셀프 상장’ 논란에…토마토시스템, 공모가 하단 추락, 서울경제, 2023-03-14
3. ↑  토마토시스템, 코스닥 입성 첫날…16% 약세, 머니투데이, 2023-04-27
4. ↑  토마토시스템, 200% 무상증자 결정… 주주가치 제고, 동부뉴스, 2023-06-13
5. ↑  토마토시스템, 美 전역 시니어 대상 원격 의료 공략에 17%↑ 이데일리 2025-03-13